# Bund (Shanghai)

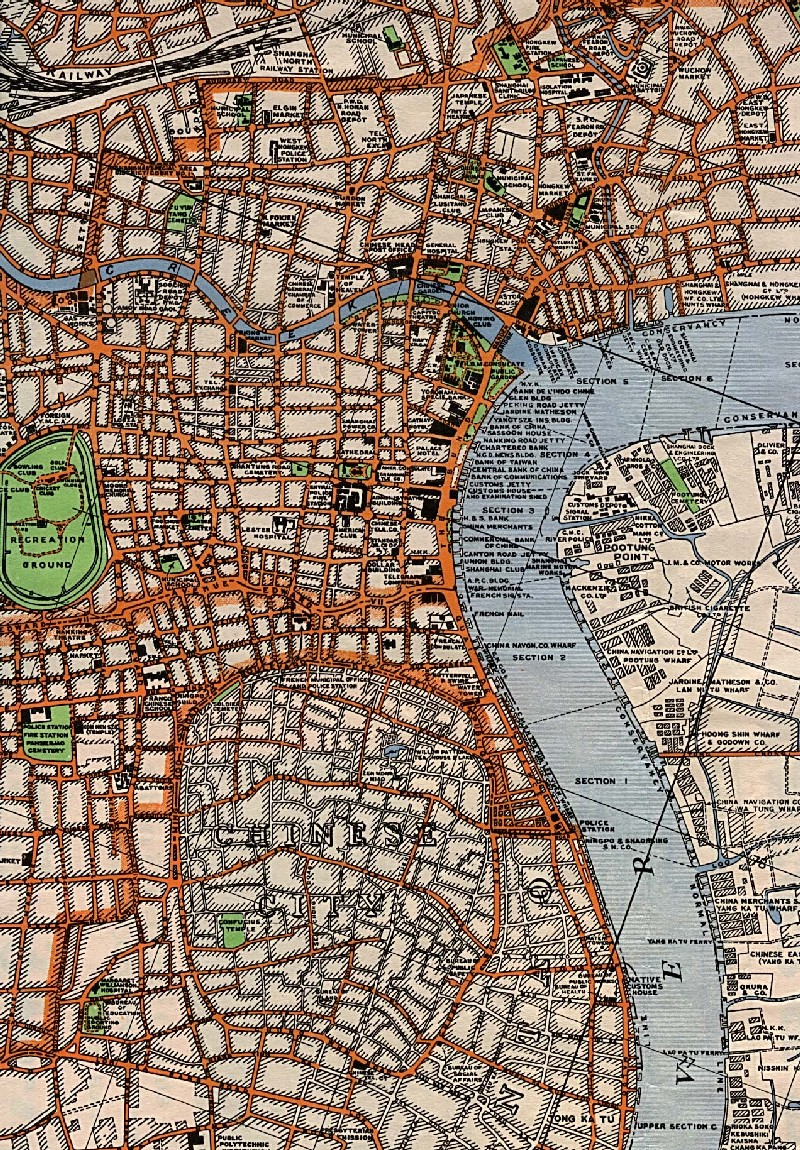
Una mappa del Bund nel 1933

Il Bund (外灘T, 外滩S, WàitānP, shanghaiese: nga thae) è un viale lungo la riva sinistra del fiume Huangpu e che fronteggia il quartiere degli affari di Pudong, a Shanghai, in Cina.
Il termine Bund deriva da un'espressione anglo-indiana che significa “le rive della baia fangosa”.
Tradizionalmente, il Bund inizia dalla Via Yan'an nel sud e termina al ponte Waibaidu nel nord, su una lunghezza di 1,5 chilometri. Situato su un tratto del viale Zhongshan (chiamato così in onore di Sun Yat-sen), il Bund è fiancheggiato da numerosi edifici coloniali di stile tipicamente europeo: stile architettonico adottato alla fine del XIX secolo e all'inizio del XX secolo quando il Bund era il simbolo stesso dell'occupazione straniera e che rimarrà uno dei maggiori centri finanziari in Asia fino alla rivoluzione del 1949. La maggior parte di questi edifici sono stati restaurati in occasione dell'Expo 2010.
All'incrocio con la via Nanchino, si trova una grande statua bronzea di Chen Yi, il primo sindaco comunista della città.
All'estremità settentrionale del Bund, nel centro del parco di Huangpu si erge il monumento agli Eroi del Popolo costruito in memoria dei martiri rivoluzionari.
Grazie ad una nuova passeggiata pedonale sopraelevata, che viene costruita negli anni novanta, da dove si può ammirare un panorama sul distretto degli affari di Pudong, il Bund è divenuto una delle maggiori attrazioni turistiche di Shanghai, soprattutto la sera, quando l'illuminazione dei palazzi è spettacolare.

## Gli edifici
Da sud a nord i principali sono: 
- Al num. 1 l' Asia Building, ex McBain Building, che ospita la sede di Shell e Asiatic Petroleum Company.
- Al num. 2 il Shanghai Club.
- Al num. 3 l' Union Building, una compagnia di assicurazioni.
- Al num. 5 il Nissin Building, una società giapponese.
- Al num. 6 il China Merchants Bank Building, la prima banca cinese.
- Al num. 7 il Telegram Building
- Al num. 9 il Russell & Co. Building.
- Al num. 12 il HSBC Building (1921), più grande istituto bancario d'Asia agli inizi del secolo; l'edificio fu occupato dal comune dagli anni 50  per un periodo di 46 anni. È la sede della Banca dello sviluppo di Pudong dal 1995.
- Al num. 13 il Palazzo della dogana (1927), l'orologio e la campana sono copiati da quelli del Big Ben.
- Al num. 14 il China Bank of Communications Building, ultimo edificio costruito sul Bund.
- Al num. 15 il Russo-Chinese Bank Building.
- Al num. 16 il Bank of Taiwan Building.
- Al num. 17 il North China Daily News Building, oggi della compagnia di assicurazioni American International.
- Al num. 18 il Chartered Bank Building (1923).
- Al num. 18b il Palace Hotel, ora collegato al Peace Hotel.
- Al num. 20 il Peace Hotel o Sassoon House, con tetto in piramide verde scuro alto di 19 metri e un ingresso Art Deco.
- Al num. 23 il Palazzo della Bank of China, costruito tra il 1936 e il 1937.
- Al num. 24 il Yokohama Specie Bank Building.
- Al num. 26 il Yangtze Insurance Building
- Al num. 27 il Jardine Matheson Building.
- Al num. 28 il Glen Line Building.
- Al num. 29 l'ex Banque de l'Indochine (1914), presenta uno stile franco-classico-barocco.
- Al num. 33 l'ex Consolato Generale del Regno Unito convertito in Peninsula Hotel.

## Galleria d'immagini

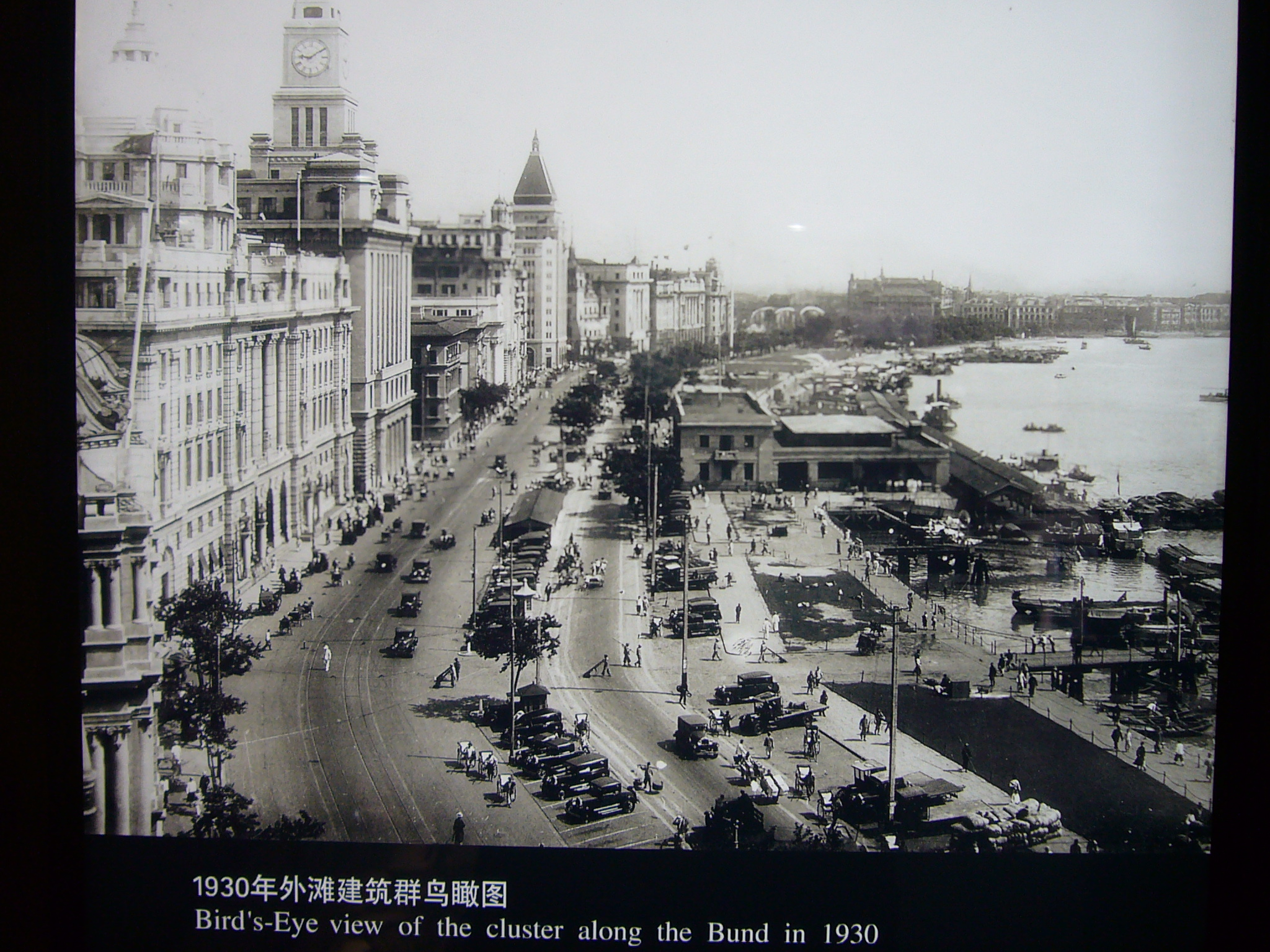
Foto del 1930, in esposizione al Centro espositivo per la pianificazione urbanistica.
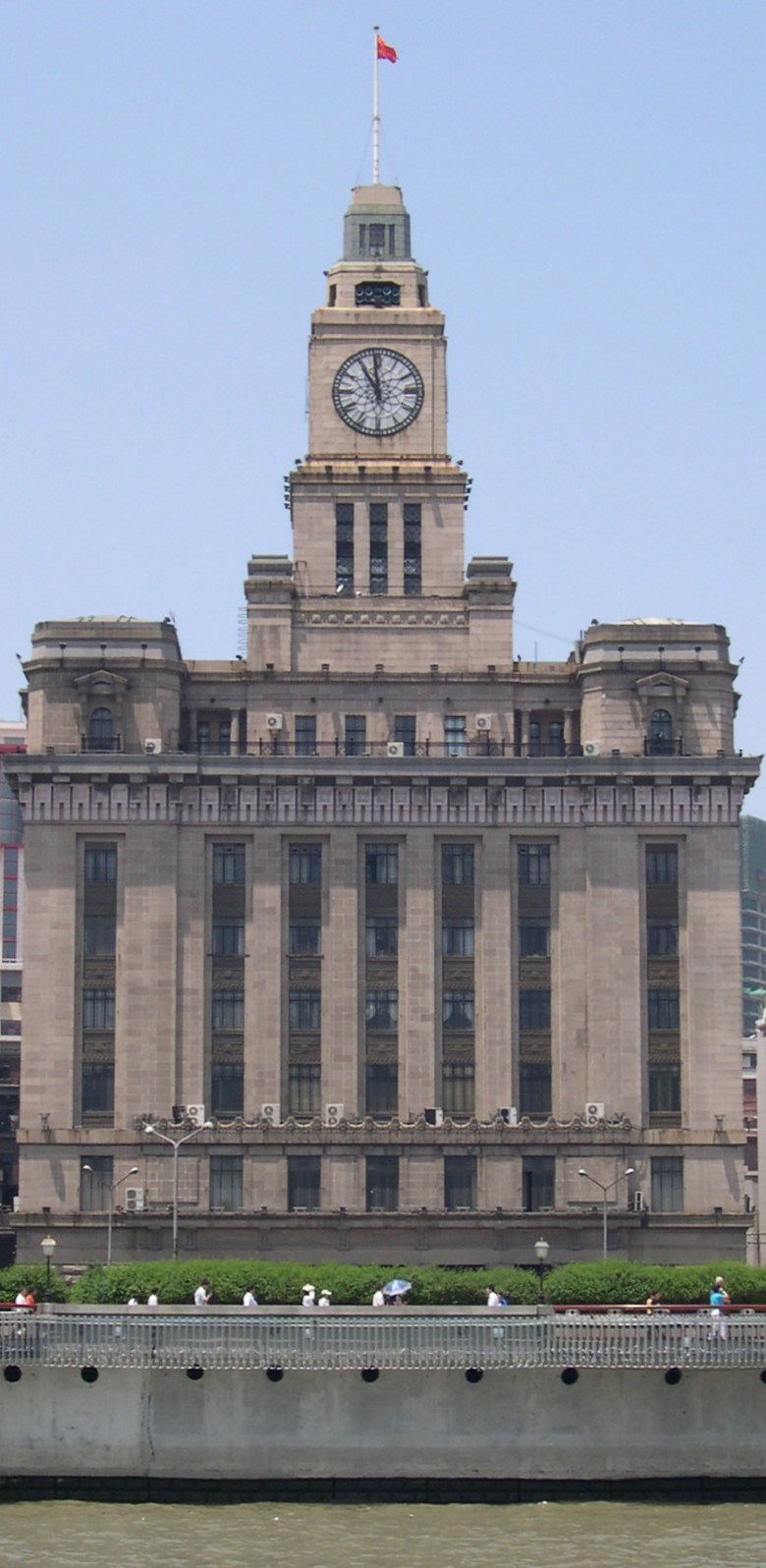
Il Palazzo della dogana.
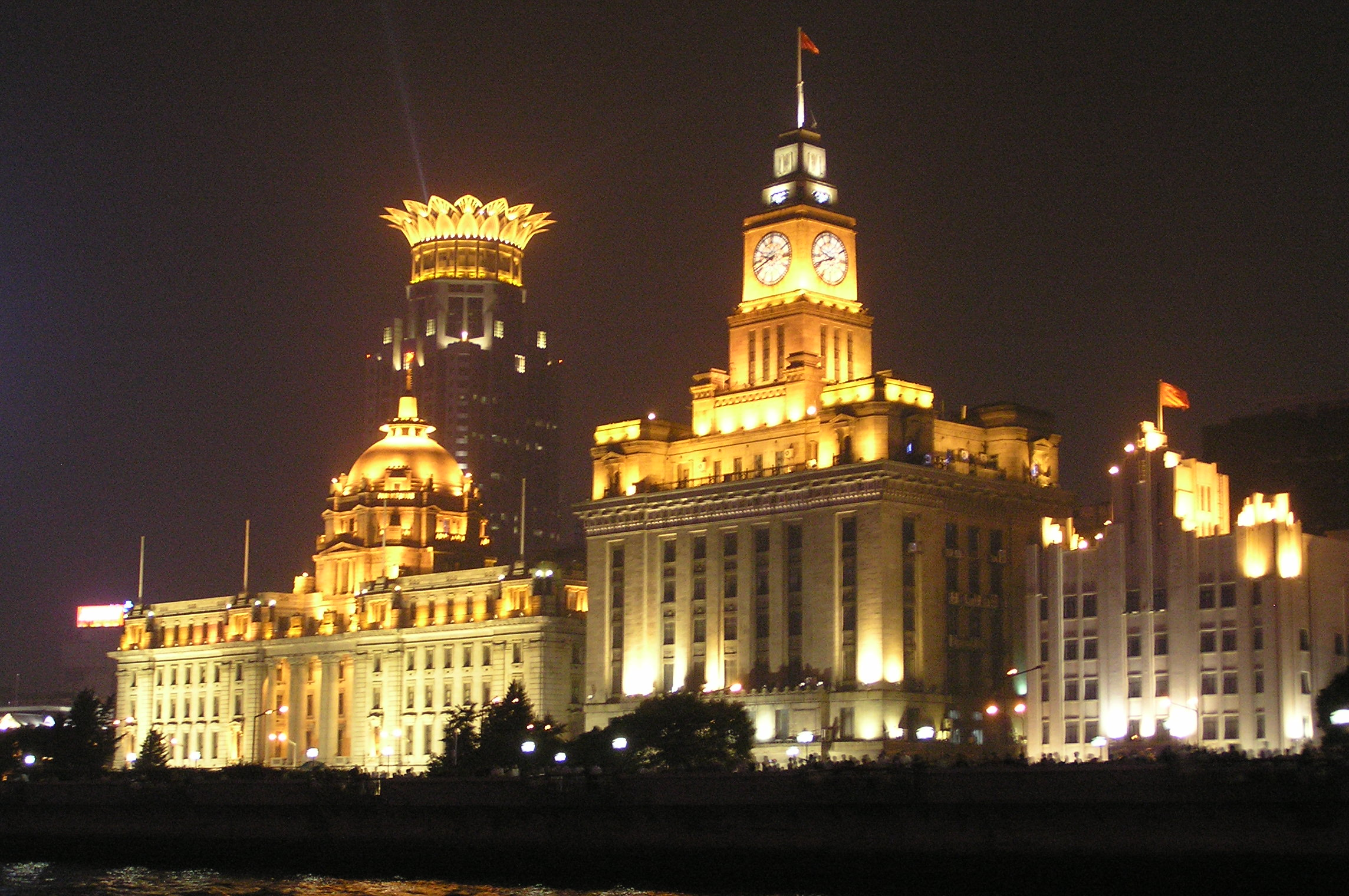
L'edificio della Hong Kong and Shanghai Banking Corporation (HSBC) (a sinistra), il Palazzo della Dogana (al centro), l'ex banca delle comunicazioni (a destra).
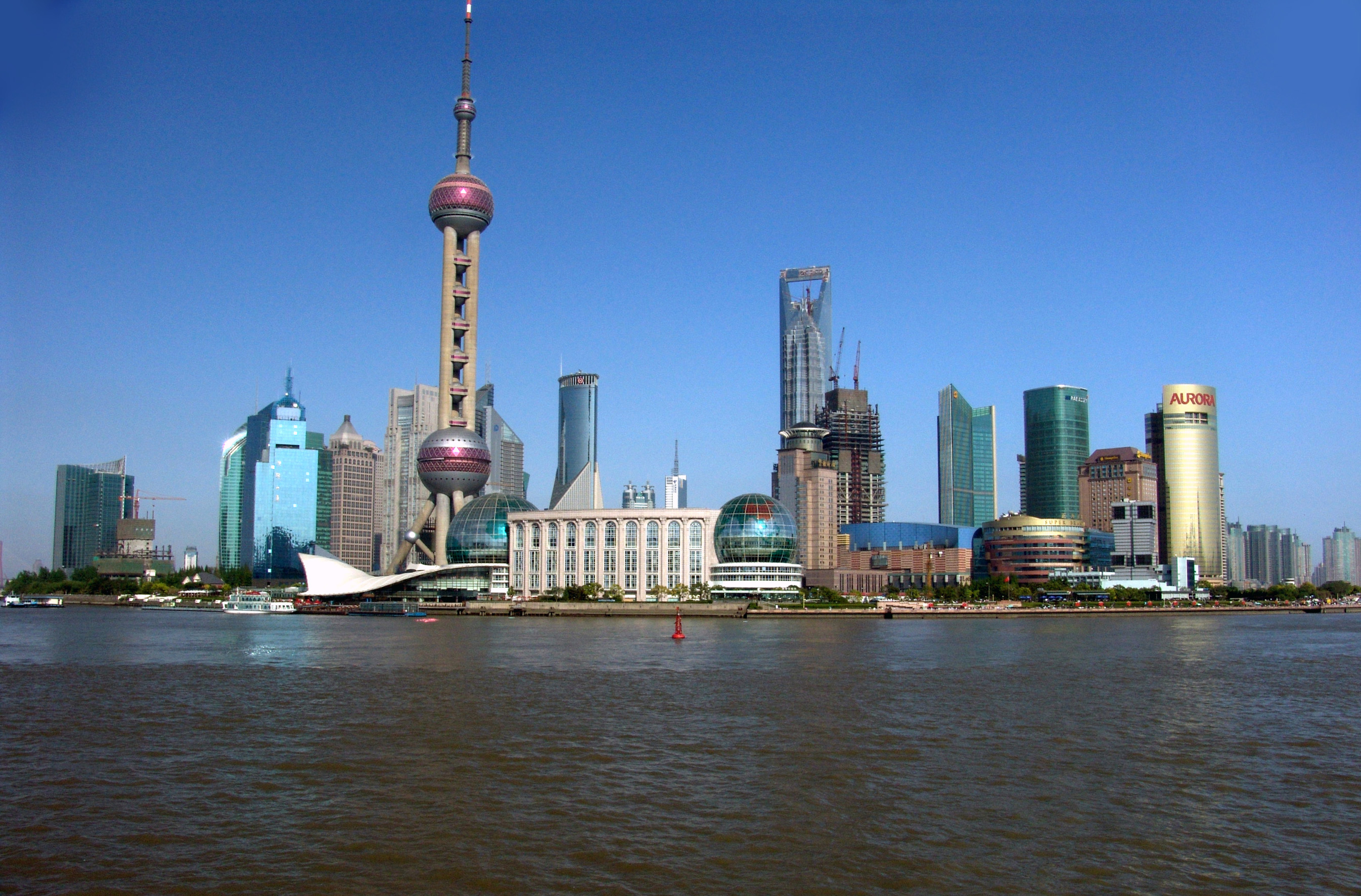
Pudong visto dal Bund.
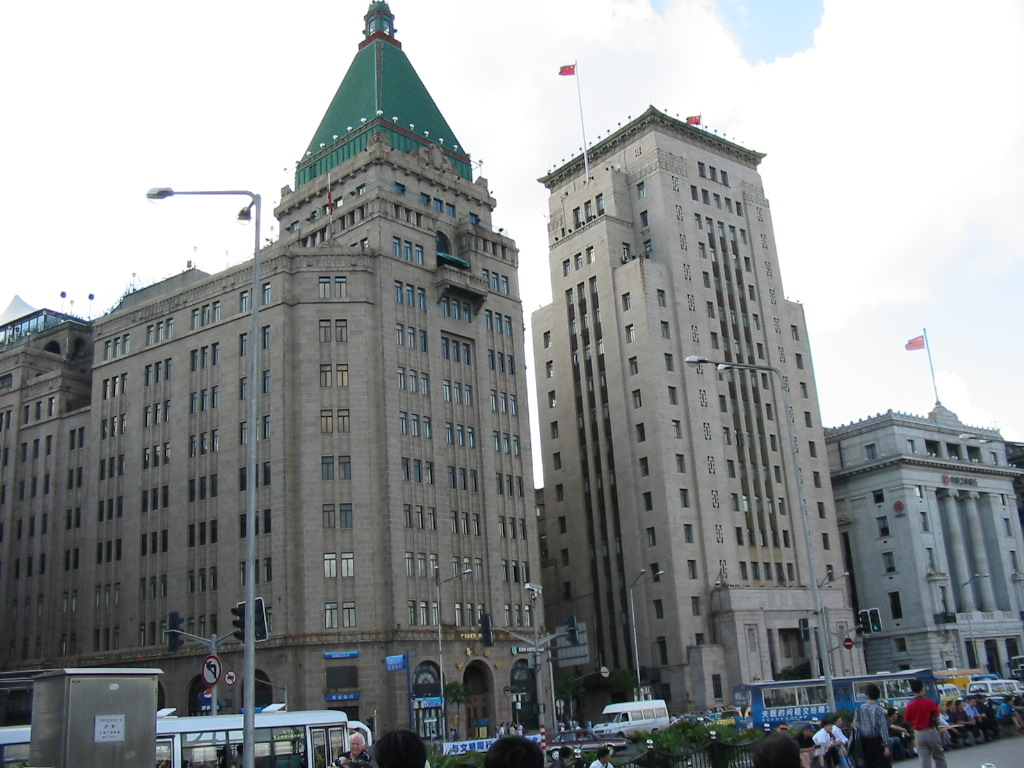
Da sinistra a destra: il Peace Hotel, Bank of China building, e l'ex edificio Yokohama Specie Bank building.
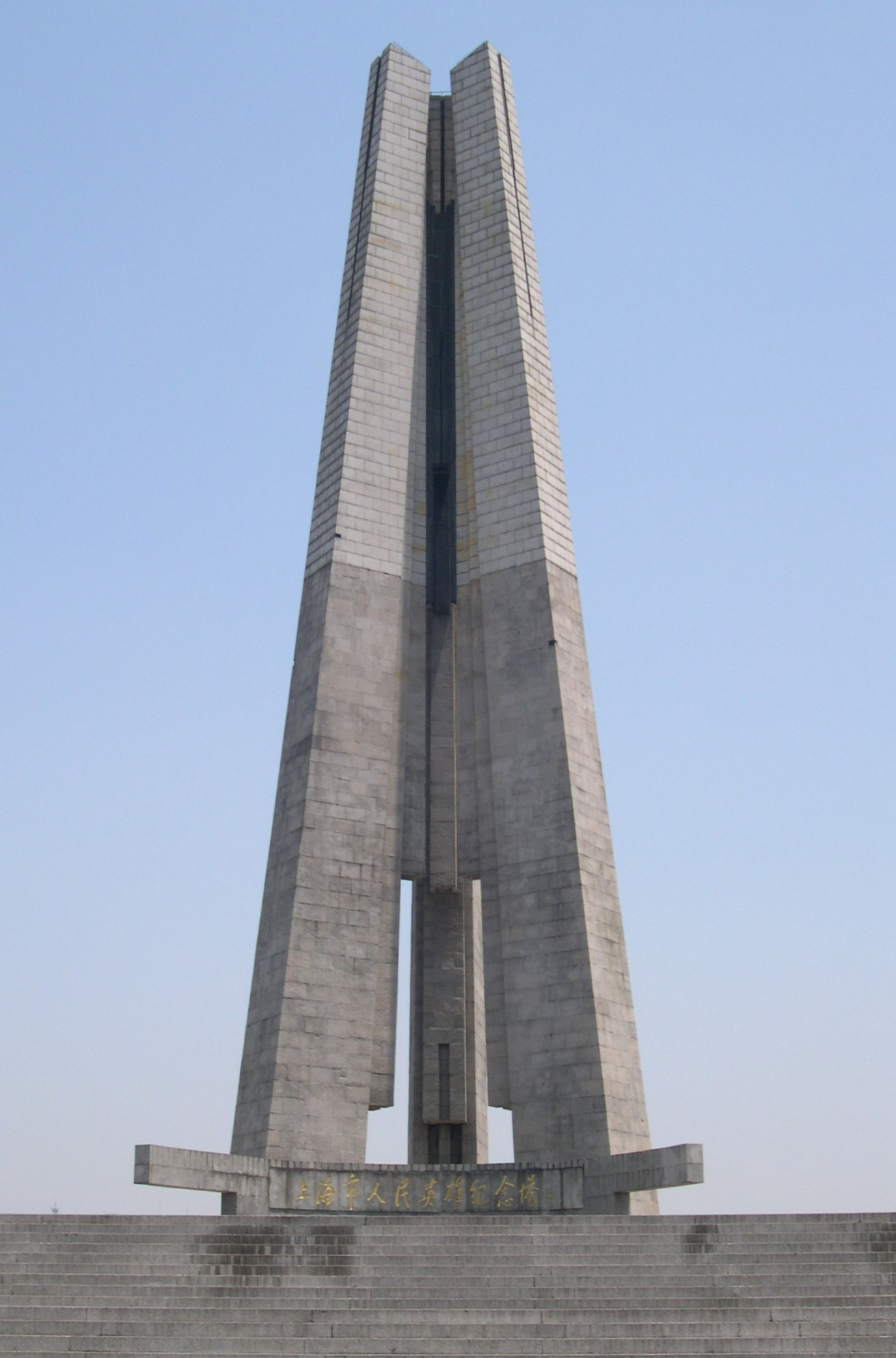
Il monumento degli Eroi del Popolo.
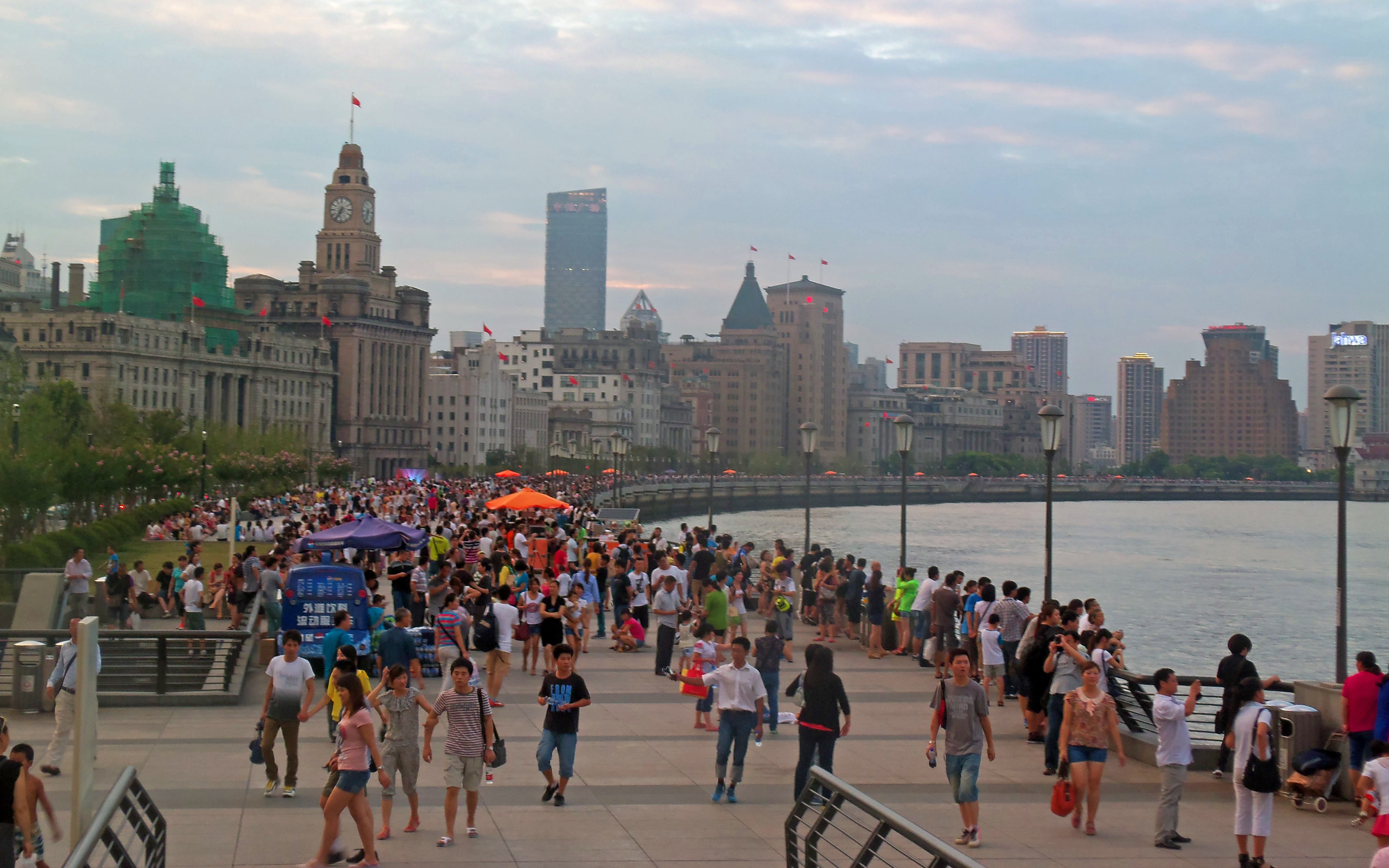
Il Bund in una serata d'estate.
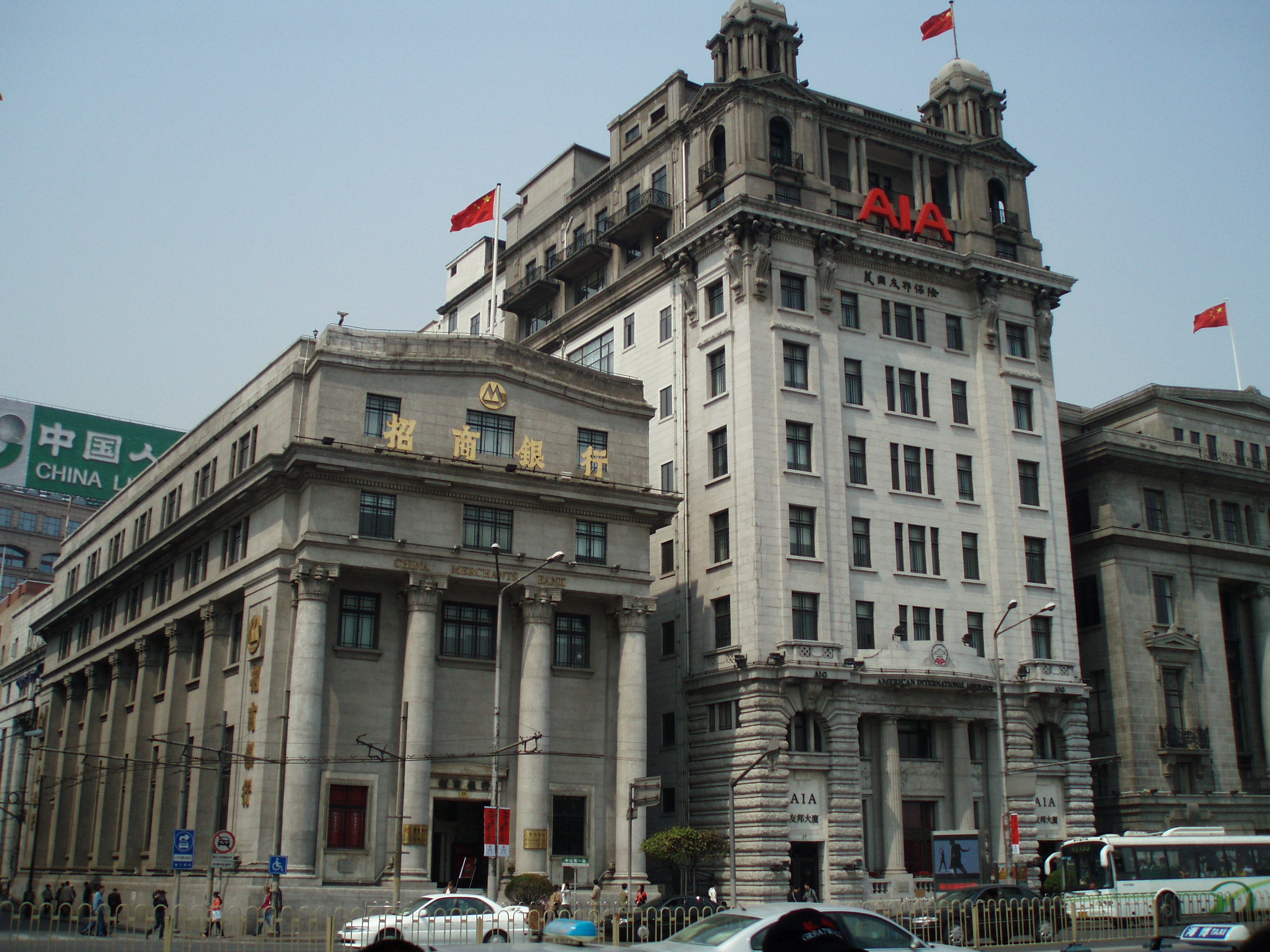
La China Merchant Bank e l’American International Assurance Buildings.